# Lepanus parapisoniae
Lepanus parapisoniae är en skalbaggsart som beskrevs av Matthews 1974. Lepanus parapisoniae ingår i släktet Lepanus och familjen bladhorningar. Inga underarter finns listade i Catalogue of Life.